# Krzemiany szkieletowe

krzemiany szkieletowe

Krzemiany szkieletowe (inaczej krzemiany przestrzenne) – rodzaj krzemianów. Głównym motywem strukturalnym krzemianów jest czworościan z jednym atomem krzemu w centrum i czterema atomami tlenu na wierzchołkach. Czworościany mogą występować pojedynczo lub łączą się ze sobą, mając wspólny jeden lub więcej atomów tlenu. Krzemiany szkieletowe posiadają trójwymiarowe połączenia czworościanów oraz charakteryzują się najwyższym stopniem kondensacji anionów [SiO4]4−, która prowadzi do utworzenia trójwymiarowych anionów przestrzennych. Jest to struktura bardzo trwała; siła wiązań o dużym ładunku elektrycznym jest zneutralizowana.
Przedstawicielami są najbardziej rozpowszechnione w skorupie ziemskiej minerały skałotwórcze: skalenie, kwarc (SiO2).
W tej grupie, pozbawionej wolnych ładunków elektrycznych, powinien istnieć w zasadzie tylko kwarc. Jednakże możliwe jest podstawienie izomorficzne krzemu przez glin, które – pozostawiając jeden wolny ładunek – pozwala na wprowadzenie kationów, a co za tym idzie na tworzenie innych minerałów.
Przykłady krzemianów: kwarc, skalenie, ortoklaz, plagioklazy, skaleniowce, leucyt, nefelin, lazuryt, zeolity, natrolit, heulandyt.